# Entregable
El término entregable es utilizado en la gestión de proyectos para describir un objeto, tangible o intangible, como resultado del proyecto, destinado a un cliente, ya sea interno o externo a la organización. Un entregable puede ser un reporte, un documento, un paquete de trabajo, una actualización de servidor o cualquier otro bloque de construcción resultado del proyecto en su totalidad.
Un entregable puede estar compuesto de múltiples entregables. El término puede referirse a un resultado a alcanzar (por ejemplo, "La compañía asegura que se volverá rentable este año") o un resultado a ser proporcionado (por ejemplo, "El entregable del proyecto consiste en un dispositivo electrónico y su software controlador"). Sin embargo, un entregable como resultado a alcanzar varía al "peldaño de un proyecto", ya que este último es una medición del progreso del resultado, mientras que el entregable es el resultado en sí. En un proyecto típico, un peldaño puede ser la terminación del diseño de un producto, mientras que el entregable sería el diagrama técnico del producto.
El entregable es más que un solo documento del proyecto, ya que este último es, generalmente, parte del entregable. El entregable puede estar constituido o contener una serie de documentos y/u objetos físicos. En la construcción, un entregable (paquete de trabajo) es cualquier pieza de trabajo gestionado por el ingeniero civil.
En proyectos técnicos, los entregables puede ser clasificados como un hardware, un software o una documentación técnica.
En el esfuerzo de contratos, un entregable puede referirse a un objeto requerido específicamente por la documentación del contrato, un objeto definido en la lista de requerimientos del contrato o puede estar mencionado en el enunciado de trabajo.
Un entregable físico puede ser despachado en el lugar, o directamente con el cliente, como un objeto parcial previsto en el contrato. Por ejemplo, cuando la organización haya comenzado parte del diseño del entregable, este puede ser presentado con anterioridad al cliente o al proveedor, con objetivo de planificar y/o empezar las compras y requerimientos de materia prima, aun así si otros parámetros no han sido contemplado por el diseñador del entregable.
De esta manera, es posible el ahorro y/o reducción de tiempos, disminuyendo el plazo de suministro final del proyecto. Esta actividad de diseño puede ser representado con dibujos de "nube", representado partes aún no diseñadas o contempladas del entregable. (por ejemplo, tamaño o características), las cuales serán evaluadas posteriormente. El resultado en tanto, puede ser "entregado" a las partes interesadas (por ejemplo: clientes, proveedores u otros miembros de la organización).